# Veldticola macra
Veldticola macra är en fjärilsart som beskrevs av George Francis Hampson 1930. Veldticola macra ingår i släktet Veldticola och familjen mott. Inga underarter finns listade i Catalogue of Life.